# Cruzeiro EC (Porto Velho)
Cruzeiro EC was een Braziliaanse voetbalclub uit Porto Velho in de staat Rondônia. 

## Geschiedenis
De club werd opgericht in 1963 en zowel de naam als de clubkleuren werden geïnspireerd naar de Braziliaanse topclub Cruzeiro uit Belo Horizonte. De club speelde al in het Campeonato Rondoniense toen dit nog een amateurcompetitie was. Na de invoering van het profvoetbal in 1991 speelde de club in 1995 voor het eerst in de hoogste klasse. In 1996 en 1998 werd de club vicekampioen achter Ji-Paraná. In 1999 nam de club deel aan de Copa Norte en versloeg er in de eerste ronde Independência, in de halve finale kreeg de club een pak rammel van São Raimundo, het werd 8-0. In 2005 degradeerde de club uit de hoogste klasse. In 2010 keerde de club terug voor één seizoen, maar verloor alle wedstrijden en degradeerde weer. 